# Quibaxe
Quibaxe és una comuna d'Angola que forma part del municipi de Dembos dins la província de Bengo.